# Postumio (pirata)
Postumio (... – Siracusa, 339 o 338 a.C.) è stato un pirata d'origine tirrena, giustiziato da Timoleonte.

## L'episodio in Diodoro

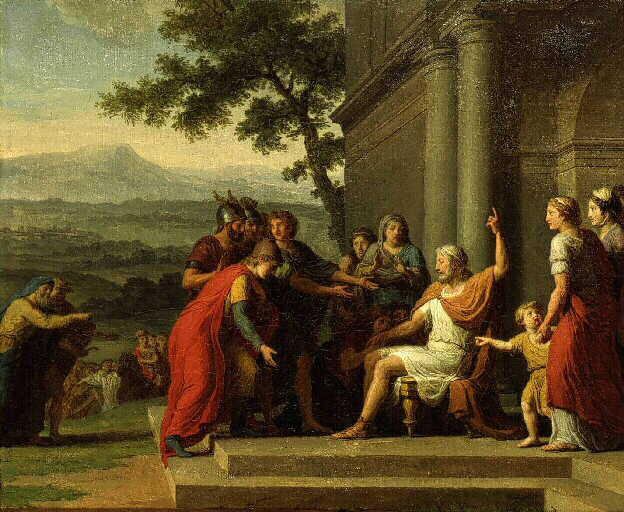
Timoleonte, eletto a capo del governo di Siracusa, emette sentenza sugli stranieri nella polis

L'episodio accadde all'inizio del governo di Timoleonte: nel 339/338 a.C. diodoreo (molto probabilmente equivalente al 342 a.C.), 12 navi corsare capitanate da Postumio, d'origine tirrena, entrarono nel porto di Siracusa. Postumio, che molestava i naviganti, dichiarò comunque subito amicizia a Timoleonte, ma questi lo fece catturare e uccidere.
L'episodio, narrato solamente da Diodoro, ha suscitato varie ipotesi da parte degli studiosi, soprattutto a causa del nome "Postumio": ritenuto tipicamente d'origine romana.

## Le ipotesi sull'origine di Postumio e sua uccisione
L'arrivo e l'uccisione di Postumio nella Siracusa appena post-dionisiana può avere differenti chiavi di lettura.

### Conflitto tra etruschi-romani e tirannide dionisiana
Alcuni studiosi collegano la presenza di Postumio, tirreno, e delle sue navi, come la conseguenza dell'ostilità, presunta tale, tra Roma e la Siracusa dei due Dionisi. La scorreria del pirata sarebbe stata la risposta all'attacco della flotta siracusana nelle coste del Lazio, in concomitanza con i Galli, avvenuto nel 345 a.C.. Il pirata etrusco-romano sarebbe quindi un tentativo da parte di Roma (sempre nell'ottica dell'alleanza etrusco-romana) di vendicarsi dei precedenti attacchi subiti dai due Dionigi e dalla loro intesa con i Galli.
(A. Coppola, L'Occidente, mire ateniesi (4. Atene, Roma e Siracusa) in Hesperìa 3, Braccesi, 1993, p. 109-110.)

### Mercenario dei due Dionigi
Si è ipotizzato anche che Postumio fosse un mercenario d'epoca dionisiana, stando all'impostazione del racconto diodoreo che allude ad un lontano rapporto di amicizia (che il Muccioli traduce in "Collaborazione militare") tra il pirata etrusco e la polis. La Sordi ha identificato Postumio come lo pseudonimo di Mamerco/Marco: tiranno di Katane che Timoleonte fece uccidere nella sua lotta contro i tiranni; la quale prevedeva anche l'estromissione dal potere dell'elemento campano (e più in generale Barbaro) che i due Dionigi avevano immesso nelle dinamiche sociali dell'isola.

### Pirata etrusco
Ma potrebbe anche essersi trattato di un comune pirata che, con un «contingente rilevante» (ben 12 navi equivale a un numero di equipaggio significativo), si dedicava alle scorrerie dal mar Tirreno al mar di Sicilia. Egli è comunque definito come l'unico pirata tirreno di cui si conosca il nome, e fu il più antico a comparire nelle fonti scritte. L'archipirata potrebbe essere stato d'origine anziate o pyrgense: città laziali dalla tradizione piratesca accertata già nel V e IV sec. a.C., inoltre si contesta, ad una probabile origine romana, il fatto che vi sono attestazioni del nome "Postumio" anche tra gli Etruschi; noti per le loro azioni piratesche.